# IJF World Tour 2018
Il IJF World Tour 2018 è la decima edizione del circuito dell'International Judo Federation, composto da una serie di tornei internazionali di judo.
È iniziato il 19 gennaio e si è concluso il 16 dicembre, è composto da 17 tappe in 16 stati diversi situati  in Europa, Asia, Africa e America centrale.
Durante questa edizione si sono volte le seguenti competizioni:
- 1 campionato del mondo
- 1 torneo World Master
- 5 Grand Slam
- 10 Grand Prix

## I torneo
| Nº | Torneo                      | Sede                           | Data                | Resoconto | Rif.   |
| -- | --------------------------- | ------------------------------ | ------------------- | --------- | ------ |
| 1  | Tunis Grand Prix            | Tunisia, Tunisia               | 19 - 21 gennaio     | resoconto | [ 1 ]  |
| 2  | Paris Grand Slam            | Francia, Parigi                | 10 - 11 febbraio    | resoconto | [ 2 ]  |
| 3  | Düsseldorf Grand Slam       | Germania, Düsseldorf           | 23 - 25 febbraio    | resoconto | [ 3 ]  |
| 4  | Agadir Grand Prix           | Marocco, Agadir                | 9 - 11 marzo        | resoconto | [ 4 ]  |
| 5  | Ekaterinburg Grand Slam     | Russia, Ekaterinburg           | 17 - 19 marzo       | resoconto | [ 5 ]  |
| 6  | Tbilisi Grand Prix          | Georgia, Tbilisi               | 30 marzo - 1 giugno | resoconto | [ 6 ]  |
| 7  | Antalya Grand Prix          | Turchia, Antalya               | 6 - 8 aprile        | resoconto | [ 7 ]  |
| 8  | Hohhot Grand Prix           | Cina, Hohhot                   | 25 - 27 maggio      | resoconto | [ 8 ]  |
| 9  | Zagreb Grand Prix           | Croazia, Zagabria              | 27 - 29 luglio      | resoconto | [ 9 ]  |
| 10 | Budapest Grand Prix         | Ungheria, Budapest             | 10 - 12 agosto      | resoconto | [ 10 ] |
| 11 | World Championships Seniors | Azerbaigian, Baku              | 20 - 26 settembre   | resoconto | [ 11 ] |
| 12 | Cancun Grand Prix           | Messico, Cancún                | 12 - 14 ottobre     | resoconto | [ 12 ] |
| 13 | Abu Dhabi Grand Slam        | Emirati Arabi Uniti, Abu Dhabi | 25 - 27 ottobre     | resoconto | [ 13 ] |
| 14 | Tashkent Grand Prix         | Uzbekistan, Tashkent           | 9 - 11 novembre     | resoconto | [ 14 ] |
| 15 | The Hague Grand Prix        | Paesi Bassi, La Hague          | 16 - 18 novembre    | resoconto | [ 15 ] |
| 16 | Osaka Grand Slam            | Giappone, Osaka                | 23 - 25 novembre    | resoconto | [ 16 ] |
| 17 | World Masters               | Cina, Guangzhou                | 15 - 16 dicembre    | resoconto | [ 17 ] |

### Uomini
| Vincitori |                                       |                       |                      |                         |                       |                           |                       |                         |        |
| #         | Meeting                               | -60kg                 | -66kg                | -73kg                   | -81kg                 | -90kg                     | -100kg                | +100kg                  | Rif.   |
| 1         | Tunis Grand Prix 2018                 | Walide Khyar          | Shakhram Akhadov     | Zhansay Smagulov        | Stanislav Semënov     | Islam Bozbayev            | Benjamin Fletcher     | Oleksandr Hordijenko    | [ 18 ] |
| 2         | Paris Grand Slam 2018                 | Toru Shishime         | An Ba-ul             | Akil Gjakova            | Sotaro Fujiwara       | Shoichiro Mukai           | Michael Korrel        | Kokoro Kageura          | [ 19 ] |
| 3         | Dusseldorf Grand Slam 2018            | Ryuju Nagayama        | Kenzo Tagawa         | Shōhei Ōno              | Saeid Mollaei         | Michail Igol'nikov        | Varlam Lip'art'eliani | Hisayoshi Harasawa      | [ 20 ] |
| 4         | Agadir Grand Prix 2018                | Ğūsman Qyrğyzbaev     | Adrian Gomboc        | Bilal Çiloğlu           | Vedat Albayrak        | Chusejn Chalmurzaev       | Kirill Denisov        | Johannes Frey           | [ 21 ] |
| 5         | Ekaterinburg Grand Slam 2018          | Yeldos Smetov         | Hifumi Abe           | Tsogtbaatar Tsend-Ochir | Sotaro Fujiwara       | Aleksandar Kukolj         | Nijaz Il'jasov        | Hyoga Ota               | [ 22 ] |
| 6         | Tbilisi Grand Prix 2018               | Lukhum Chkhvimiani    | Vazha Margvelashvili | Lasha Shavdatuashvili   | Tamazi Kirakozashvili | Rafael Macedo             | Peter Paltchik        | Guram Tushishvili       | [ 23 ] |
| 7         | Antalya Grand Prix 2018               | Al'bert Oguzov        | Bagrati Niniashvili  | Tommy Macias            | Vedat Albayrak        | Komronshokh Ustopiriyon   | Zelym Kotsoiev        | Inal Tasoev             | [ 24 ] |
| 8         | Hohhot Grand Prix 2018                | Yeldos Smetov         | Joshiro Maruyama     | An Chang-rim            | Sasaki Takeshi        | Gwak Dong-han             | Cho Guham             | Naidangiin Tüvshinbayar | [ 25 ] |
| 9         | Zagreb Grand Prix 2018                | Naohisa Takato        | Tal Flicker          | Akil Gjakova            | Dominic Ressel        | Avtandili Tchrikishvili   | Nijaz Il'jasov        | Guram Tushishvili       | [ 26 ] |
| 10        | Budapest Grand Prix 2018              | Ryuju Nagayama        | Kenzo Tagawa         | Miklós Ungvári          | Alan Chubecov         | Krisztián Tóth            | Aaron Wolf            | Kokoro Kageura          | [ 27 ] |
| 11        | World Championships Seniors Baku 2018 | Naohisa Takato        | Hifumi Abe           | Changrim An             | Saeid Mollaei         | Nikoloz Sherazadishvili   | Guham Cho             | Guram Tushishvili       | [ 28 ] |
| 12        | Cancun Grand Prix 2018                | Tornike Tsjakadoea    | Aram Grigorjan       | Tommy Macias            | Sami Chouchi          | Ivan Felipe Silva Morales | Nijaz Bilalov         | Lukáš Krpálek           | [ 29 ] |
| 13        | Abu Dhabi Grand Slam 2018             | Amiran P'ap'inashvili | Vazha Margvelashvili | Lasha Shavdatuashvili   | Sagi Muki             | Mikhail Igolnikov         | Peter Paltchik        | Inal Tasoev             | [ 30 ] |
| 14        | Tashkent Grand Prix 2018              | Boldbaatar Ganbat     | Adian Gomboc         | Khikmatillokh Turaev    | Didar Khamza          | Mammadali Mehdiyev        | Elmar Gasimov         | Soslan Bostanov         | [ 31 ] |
| 15        | The Hague Grand Prix 2018             | Amartuvshin Dashdavaa | Vazha Margvelashvili | Musa Moguškov           | Ivajlo Ivanov         | Aleksandar Kukolj         | Peter Paltchik        | Yakiv Khammo            | [ 32 ] |
| 16        | Osaka Grand Slam 2018                 | Ryuju Nagayama        | Joshiro Maruyama     | Shōhei Ōno              | Takeshi Sasaki        | Shōichirō Mukai           | Aaron Wolf            | Henk Grol               | [ 33 ] |
| 17        | IJF Masters 2018                      | Robert Mšvidobadze    | Joshiro Maruyama     | Rüstəm Orucov           | Takeshi Sasaki        | Nikoloz Sherazadishvili   | Varlam Lip'art'eliani | Guram Tushishvili       | [ 34 ] |

### Donne
| Vincitrici |                                       |                        |                    |                     |                      |                   |                   |                     |        |
| #          | Meeting                               | -48kg                  | -52kg              | -57kg               | -63kg                | -70kg             | -78kg             | +78kg               | Rif.   |
| 1          | Tunis Grand Prix 2018                 | Dar"ja Bilodid         | Jessica Pereira    | Nora Gjakova        | Tina Trstenjak       | Kim Polling       | Mao Izumi         | Maryna Sluckaja     | [ 18 ] |
| 2          | Paris Grand Slam 2018                 | Dar"ja Bilodid         | Uta Abe            | Christa Deguchi     | Clarisse Agbegnenou  | Sally Conway      | Audrey Tcheuméo   | Kim Min-jeong       | [ 19 ] |
| 3          | Dusseldorf Grand Slam 2018            | Dar"ja Bilodid         | Ai Shishime        | Nekoda Smythe-Davis | Andreja Leški        | Yōko Ono          | Ruika Sato        | Sarah Asahina       | [ 20 ] |
| 4          | Agadir Grand Prix 2018                | Irina Dolgova          | Evelyne Tschopp    | Timna Nelson Levy   | Andreja Leški        | Assmaa Niang      | Maike Ziech       | Jelyzaveta Kalanina | [ 21 ] |
| 5          | Ekaterinburg Grand Slam 2018          | Hiromi Endo            | Natal'ja Kuzjutina | Telma Monteiro      | Aimi Nouchi          | Maria Portela     | Rika Takayama     | Larisa Cerić        | [ 22 ] |
| 6          | Tbilisi Grand Prix 2018               | Maruša Štangar         | Amandine Buchard   | Theresa Stoll       | Clarisse Agbegnenou  | Marie Eve Gahié   | Audrey Tcheuméo   | Romane Dicko        | [ 23 ] |
| 7          | Antalya Grand Prix 2018               | Catarina Costa         | Distria Krasniqi   | Nora Gjakova        | Magdalena Krssakova  | Anna Bernholm     | Loriana Kuka      | Sebile Akbulut      | [ 24 ] |
| 8          | Hohhot Grand Prix 2018                | Ami Kondo              | Uta Abe            | Christa Deguchi     | Aimi Nouchi          | Sanne Van Dijke   | Ruika Sato        | Akira Sone          | [ 25 ] |
| 9          | Zagreb Grand Prix 2018                | Dar"ja Bilodid         | Ai Shishime        | Christa Deguchi     | Nami Nabekura        | Marie Eve Gahié   | Madeleine Malonga | Anamari Velenšek    | [ 26 ] |
| 10         | Budapest Grand Prix 2018              | Hiromi Endo            | Natsumi Tsunoda    | Rafaela Silva       | Aimi Nouchi          | Saki Niizoe       | Mami Umeki        | Idalys Ortiz        | [ 27 ] |
| 11         | World Championships Seniors Baku 2018 | Daria Bilodid          | Uta Abe            | Tsukasa Yoshida     | Clarisse Agbegnenou  | Chizuru Arai      | Shori Hamada      | Sarah Asahina       | [ 28 ] |
| 12         | Cancun Grand Prix 2018                | Paula Pareto           | Ana Pérez Box      | Rafaela Silva       | Magdalena Krssakova  | Michaela Polleres | Rika Takayama     | Idalys Ortiz        | [ 29 ] |
| 13         | Abu Dhabi Grand Slam 2018             | Mönkhbatyn Urantsetseg | Odette Giuffrida   | Nora Gjakova        | Juul Franssen        | Margaux Pinot     | Guusje Steenhuis  | Maryna Sluckaja     | [ 30 ] |
| 14         | Tashkent Grand Prix 2018              | Distria Krasniqi       | Majlinda Kelmendi  | Theresa Stoll       | Mungunchimeg Baldorj | Michaela Polleres | Loriana Kuka      | Iryna Kindzers'ka   | [ 31 ] |
| 15         | The Hague Grand Prix 2018             | Maryna Černjak         | Charline van Snick | Terumi Otsuji       | Yang Junxia          | Sally Conway      | Antonina Shmeleva | Maryna Sluckaja     | [ 32 ] |
| 16         | Osaka Grand Slam 2018                 | Funa Tonaki            | Uta Abe            | Jessica Klimkait    | Masako Doi           | Chizuru Arai      | Ruika Sato        | Idalys Ortiz        | [ 33 ] |
| 17         | IJF Masters 2018                      | Distria Krasniqi       | Natsumi Tsunoda    | Tsukasa Yoshida     | Clarisse Agbegnenou  | Saki Niizoe       | Ruika Sato        | Akira Sone          | [ 34 ] |